# Édouard Montoute
Pour les articles homonymes, voir Montoute.
Édouard Montoute, né le 20 décembre 1970 à Cayenne, en Guyane, est un acteur français.

## Biographie

### Carrière
Arrivé très jeune en banlieue parisienne avec sa famille, Édouard Montoute est attiré par la comédie. Adolescent, il est admis en Classe libre au Cours Florent. Sa carrière commence en 1990 dans Jean Galmot, aventurier, dont l'action se déroule précisément en Guyane, sa région natale. De jeunes cinéastes font appel à lui (Olivier Assayas, Xavier Durringer, Mathieu Kassovitz), mais il accède à la popularité quand il accepte un rôle dans la série Goal en 1992. Il y fait la rencontre de Frédéric Diefenthal, comédien qu'il accompagne de la saga Taxi à la série télévisée David Nolande.
Il s'illustre notamment dans le registre comique : Astérix et Obélix : Mission Cléopâtre ; dans les « films de bande » : La Voie est libre de Stéphane Clavier, Nos amis les flics de Bob Swaim, Avant qu'il ne soit trop tard de Laurent Dussaux ; ou encore les comédies chorales : Les gens en maillot de bain ne sont pas (forcément) superficiels d'Éric Assous, Fracassés de Franck Llopis. Il se montre également à l'aise dans des registres plus dramatiques : Femme fatale de Brian De Palma, La Sirène rouge d'Olivier Megaton, Dédales de René Manzor.

## Engagements
En novembre 2024, Édouard Montoute participe à la cérémonie Les Pics d'Or, organisée par la fondation Abbé-Pierre pour le logement des défavorisés, pour dénoncer, avec ironie, le mobilier urbain anti-SDF.

## Filmographie

### En tant qu'acteur

#### Longs métrages
- 1990 : Jean Galmot, aventurier d'Alain Maline
- 1991 : Paris s'éveille d'Olivier Assayas : un dealer
- 1995 : La Haine de Mathieu Kassovitz : Darty
- 1995 : Fast de Dante Desarthe : Daniel
- 1997 : Port Djema d'Éric Heumann : Ousman
- 1997 : Mauvais Genre de Laurent Bénégui : François
- 1997 : Bouge ! de Jérôme Cornuau : Soso
- 1997 : J'irai au paradis car l'enfer est ici de Xavier Durringer : Pascal
- 1998 : Taxi de Gérard Pirès : Alain Trésor
- 1998 : La voie est libre de Stéphane Clavier : Yves
- 1999 : Le Sourire du clown d'Éric Besnard : Alex
- 1999 : Du bleu jusqu'en Amérique de Sarah Lévy : Hamid
- 2000 : Taxi 2 de Gérard Krawczyk : Alain Trésor
- 2000 : Cours toujours de Dante Desarthe : Hervé
- 2000 : Antilles sur Seine de Pascal Légitimus : Freddy
- 2001 : Les gens en maillot de bain ne sont pas (forcément) superficiels d'Éric Assous : Lulu
- 2002 : Femme fatale de Brian De Palma : Racine
- 2002 : Astérix et Obélix : Mission Cléopâtre d'Alain Chabat : Nexusis
- 2002 : La Sirène rouge d'Olivier Megaton : Oliveira
- 2003 : Taxi 3 de Gérard Krawczyk : Alain Trésor
- 2003 : Dédales de René Manzor : Ray
- 2004 : Nos amis les flics de Bob Swaim : Kiki
- 2005 : Dans tes rêves de Denis Thybaud : Keuj
- 2005 : Avant qu'il ne soit trop tard de Laurent Dussaux : Gérard
- 2006 : Enfermés dehors d'Albert Dupontel : le chauffeur de bus
- 2007 : Fracassés de Franck Llopis : Jean-Paul
- 2007 : Taxi 4 de Gérard Krawczyk : Alain Trésor
- 2008 : Jamais 2 sans 3 d'Éric Summer : Étienne Garreau
- 2008 : La Première Étoile de Lucien Jean-Baptiste : Jojo
- 2009 : Trésor de Claude Berri et François Dupeyron
- 2010 : Les Petits Mouchoirs de Guillaume Canet : l'ami de Ludo au Baron
- 2012 : 30° Couleur de Lucien Jean-Baptiste : Zamba
- 2015 : Night Fare de Julien Seri : le policier
- 2016 : Dieumerci ! de Lucien Jean-Baptiste : le cuisinier
- 2017 : La Deuxième Étoile de Lucien Jean-Baptiste : Jojo
- 2017 : Stars 80, la suite de Thomas Langmann et Frédéric Auburtin : Marciano
- 2018 : Taxi 5 de Franck Gastambide : Alain Trésor

#### Courts métrages
- 1993 : Zone bleue de Catherine Morlat
- 1995 : Petit matin sanglant de Julien Corain
- 1997 : À fond la caisse de Vincent Rivier : le braqueur
- 2000 : Mortels de Samuel Jouy : Eddy
- 2002 : Alex & Bladas de Marc Barrat, Série de 5 courts-métrages de fiction (6 min) contre le sida en Guyane, commandités par le Ministère de la Santé : Alex
- 2005 : Convivium de Michaël Nakache : Hugo
- 2018 : Je suis votre chauffeur de Marc Allal : Dimitri
- 2019 : Ma dame au camélia de lui-même : Patrice[2]
- 2022 : 973 de Stany Coppet et Ashim Balla : Vidal

#### Télévision
- 1991 : Navarro, épisode Les chasse-neige réalisé par Nicolas Ribowski : Soulimane
- 1992 : Momo de Jean-Louis Bertuccelli : Koffi
- 1992 : Goal : Keita
- 1994 : 3000 scénarios contre un virus, épisode Le flic réalisé par Xavier Durringer
- 1994 : Mort d'un gardien de la paix de Josée Dayan
- 1994 : Novacek, épisode Le Croisé de l'ordre réalisé par Marco Pico
- 1995 : Police des polices, épisode L'Ilotier réalisé par Michel Boisrond
- 1995 : Navarro, épisode Le choix de Navarro réalisé par Nicolas Ribowski
- 1999 : Chambre n° 13, épisode Coccinelle réalisé par Sarah Lévy
- 2000 : Les Redoutables, épisode Prime Time réalisé par Sarah Lévy
- 2000 : Mary Lester, épisode Maéna réalisé par Christiane Leherissey
- 2001 : Accro d'Olivier Panchot
- 2002 : Duelles, épisode Trahisons réalisé par Laurence Katrian
- 2002 : Carnets d'ado - Les paradis de Laura d'Olivier Panchot
- 2002 : Sang d'encre de Didier Le Pêcheur
- 2004 : Central Nuit, épisode Vol à la Poussette réalisé par Franck Vestiel
- 2004 : Un petit garçon silencieux de Sarah Lévy
- 2004 : Les Amants du bagne de Thierry Binisti
- 2005 : Léa Parker, épisode Combat Clandestin réalisé par Robin Davis
- 2006 : Alice et Charlie, (1er épisode) réalisé par Stéphane Clavier
- 2006 : Au crépuscule des temps de Sarah Lévy
- 2006 : David Nolande, mini-série réalisée par Nicolas Cuche
- 2007 : Alice et Charlie, (2e épisode) réalisé par Julien Seri
- 2008 : Flics, série télévisée créée par Olivier Marchal, saison 1 : Alex Baros
- 2008 : Scalp, série créée par Xavier Durringer : Ziggy
- 2009 - 2011 : Les Toqués, série créée par Catherine Touzet et Ludovic Pion-Dumas, épisode 1 à 5 : Martin Soléno
- 2009 : Jamais 2 sans 3 d'Éric Summer : Étienne Garreau
- 2009 : Facteur chance de Julien Seri : Miko
- 2009 : Les Amants de l'ombre de Philippe Niang : Sidney Jackson
- 2009 : Lady Bar 2 de Xavier Durringer : Aimé
- 2010 : Le Pot de colle de Julien Seri : Jean-Bernard Hollier
- 2010 : Les Edelweiss, épisode Bienvenue aux Edelweiss réalisé par Stéphane Kappes : Bernard
- 2012 : Des soucis et des hommes, mini-série réalisée par Christophe Barraud : Hervé Le Bihan
- 2013 : La Croisière, série créée par Jeanne Le Guillou : Santiago
- 2013 : La Source, mini-série réalisée par Xavier Durringer : François Kalder
- 2014 : Caïn, épisodes Caïn et Abel (1re et 2e partie) de Bertrand Arthuys : Patrick Libansky
- 2014 : Crossing Lines, épisode Zone rouge réalisé par Éric Valette : Jacques Lemiere
- 2015 : Presque parfaites, mini-série réalisée par Gabriel Julien-Laferrière
- 2016 : Cut !, série créée par Bertrand Cohen, Eugénie Dard, Marie Roussin et Stéphane Meunier, saisons 4 et 5
- 2017 : Commissariat central
- 2019 : camping paradis, saison 11, épisode 2
- 2019 : Tahiti PK.0, série réalisée par Vincent Trisolini : Michel Fatupata
- 2020 : Mongeville, épisode Ecran de fumée : Etienne Beaufort
- 2021 : Mise à nu de Didier Bivel : Inspecteur Bermane
- 2021 : Les Invisibles de Chris Briant et Axelle Laffont (épisode 3) : Christophe Rochette
- 2021 : Meurtres à Amboise de Sylvie Ayme : Patrice
- 2021 : Munch (saison 4) : Lieutenant Falaise
- depuis  2022 : Tropiques criminels : commandant puis commissaire Thibault Lebrac
- 2022 : Le Saut du diable 2 : le Sentier des loups de Julien Seri : le major Petit
- 2023 : Mort d’un berger de Christian Bonnet : capitaine Durinteau
- 2023 : À fleur de peau de Christian Bonnet : Berthier

#### Clips
Il apparaît dans le clip J'étais là de Zazie, ainsi que dans le clip Si c'est bon comme ça de Sinclair en compagnie de l'actrice Emma de Caunes.

#### Publicités
- Il tient le rôle d'un jeune de cité dans une publicité pour Yop en 1996 aux côtés de Julien Courbey
- En 1997, il joue dans une publicité pour Chronopost
- En 2011, il joue dans une publicité pour le Crédit lyonnais
- En 2012, il joue dans une publicité pour la banque LCL

### En tant que réalisateur

#### Court métrage
- 2019 : Ma dame au camélia[3]

## Théâtre
- 1989 : Le Procès de Franz Kafka, mise en scène par Jean-Pierre Garnier, Théâtre du Marais
- 1989 : Le Destin glorieux du maréchal Nnikon Nniku de Félix Tchicaya U'Tamsi, mise en scène Gabriel Garran, Grande halle de La Villette
- 1990 : La Résurrection de Sony Labou Tansi, mise en scène Guy Lenoir
- 1993, 1994 : La Quille de Xavier Durringer, mise en scène Xavier Durringer, Théâtre 13
- 1994, 1995 : Le Lait, les amphètes et Alby la Famine de Marianne Groves d’après Martin Millar, mise en scène Marianne Groves, Paris la Villette, Festival d’Avignon
- 1994 : 22/34 de Xavier Durringer, mise en scène Xavier Durringer
- 1995 : Polaroid de Xavier Durringer, mise en scène Xavier Durringer
- 1996, 1997 : La Tragédie du roi Christophe d'Aimé Césaire, mise en scène Jacques Nichet
- 1998, 1999 : Surfeur de Xavier Durringer, mise en scène Xavier Durringer, Théâtre national de la Colline
- 1999 : Le Parc de Botho Strauss, mise en scène Adel Hakim
- 2000 : Peace and love avec melody paradise de Marianne Groves d’après Martin Millar, mise en scène Marianne Groves, Paris la Villette, Festival d’Avignon
- 2002, 2003 : Othello de William Shakespeare, mise en scène Gaëtan Kondzot, Théâtre de la Bastille
- 2002 : Valparaiso de Don DeLillo, mise en scène Thierry de Peretti), Théâtre de la Bastille
- 2004 : George Dandin de Molière, mise en scène Pierre Pradinas, Théâtre de l'Union
- 2005, 2006 : Dura Lex de Stephen Adly Guirgis, mise en scène Marianne Groves, Vingtième Théâtre, Festival d’Avignon et Théâtre National du Luxembourg
- 2016 : Pour cent briques t'as plus rien maintenant ! de Didier Kaminka, mise en scène Arthur Jugnot, Théâtre des Béliers Parisiens
- 2016 : Acting de et mise en scène Xavier Durringer,  théâtre des Bouffes Parisiens
- 2023 : L'Amour médecin de Molière, mise en scène Jean-Louis Martinelli, Théâtre du Jeu de Paume et tournée
- 2024 : Papasss de  Nadège Meziat, mise en scène Christian Vadim, théâtre Tête d'Or et tournée